# 밀림의 왕자 레오
밀림의 왕자 레오, 원래 이름인 정글대제(일본어: ジャングル大帝 ジャングルたいてい[*])는 테즈카 오사무의 만화 및 그것을 원작으로 한 일련의 애니메이션 작품, 극장판이다.

## 기타
- 이 작품의 등장인물인 판쟈는 야구단인 사이타마 세이부 라이온스의 마스코트로 쓰기도 했다.

## 같이 보기
- 아틀란티스: 잃어버린 제국